# Rogatica
Rogatica je grad i općina u jugoistočnoj Bosni, u Bosni i Hercegovini.

## Zemljopis
Rogatica se nalazi u južnom djelu istočne Bosne. Smještena je u kotlini duž lijeve i desne obale rijeke Rakitnice i leži na nadmorskoj visini od 525 metara. Njenu kotlinu sa sjeverozapada zatvara brdo Ljun, a s istoka i jugoistoka redom brda Crven, Tmor i Zasada. Rogatica je središte sliva rijeke Rakitnice a u širem smislu i srednjeg toka rijeke Prače. S istoka Rogatici gravitira područje koje se prostore do rijeke Žepe i rijeke Drine na Slapu, dok se prema sjeverozapadu njena gravitaciona zona prostire do Han Stjenica i velike visoravni Glasinac.
Rogatičku kotlinu presjeca rijeka Rakitnica, čiji se izvor nalazi na visini od 800 m ispod Stupnog dola. istočno od sela Rakitnice ona prima potok Bereg, a u samom gradu ona prima dva potoka Toplik i Gračanicu.
Ovaj kraj je pretežno srednjeplaninski. Od čitave površine rogatičke općine, koja zaprema 66.437 ha, 20% zemljišta otpada na visinu od 500 m, dok je 80% planinsko zemljište s visinom između 800 i 1900 m. Planine su na istočnoj, jugozapadnoj i sjevernoj strani a među njima su najveće Devetak, Sjemeć, Tmor, Bokšanica i dr.
Središnja godišnja temperatura je 11 °C. Maksimalna temperatura u mjesecu srpnju dostiže 35 °C, a minimalna u siječnju do -28 °C. Godišnja količina oborina kreće se od 700 do 800 mm u samom gradu, dok se na susjednim planinama penje do 1 500 mm.
Susjedne općine Rogatici su: Goražde, Rudo, Višegrad, Srebrenica, Vlasenica, Han Pijesak, Sokolac i Pale.
Sve do rata u BiH, područje općine Rogatica zauzimalo je površinu 664,37 km četvorna.

## Stanovništvo
Po posljednjem službenom popisu stanovništva iz 1991. godine, općina Rogatica imala je 21.978 stanovnika, raspoređenih u 119 naselja.
| Stanovništvo općine Rogatica |                 |                 |                 |
| godina popisa                | 1991.           | 1981.           | 1971.           |
| Muslimani                    | 13.209 (60,10%) | 14.020 (58,97%) | 15.096 (59,19%) |
| Srbi                         | 8.391 (38,17%)  | 8.877 (37,34%)  | 10.208 (40,02%) |
| Hrvati                       | 19 (0,08%)      | 32 (0,13%)      | 45 (0,17%)      |
| Jugoslaveni                  | 186 (0,84%)     | 724 (3,04%)     | 62 (0,24%)      |
| ostali i nepoznato           | 173 (0,78%)     | 118 (0,49%)     | 90 (0,35%)      |
| ukupno                       | 21.978          | 23.771          | 25.501          |

#### Rogatica (naseljeno mjesto), nacionalni sastav
| Rogatica           |                |                |                |
| godina popisa      | 1991.          | 1981.          | 1971.          |
| Muslimani          | 5.681 (63,71%) | 3.855 (59,34%) | 3.172 (66,19%) |
| Srbi               | 2.971 (33,32%) | 1.998 (30,75%) | 1.524 (31,80%) |
| Hrvati             | 16 (0,17%)     | 21 (0,32%)     | 25 (0,52%)     |
| Jugoslaveni        | 140 (1,57%)    | 584 (8,99%)    | 41 (0,85%)     |
| ostali i nepoznato | 108 (1,21%)    | 38 (0,58%)     | 30 (0,62%)     |
| ukupno             | 8.916          | 6.496          | 4.792          |

## Naseljena mjesta
Agarovići, Babljak, Beći, Begzadići, Beheći, Berkovići, Bjelogorci, Blažujevići, Borač, Borika, Borovac, Borovsko, Božine, Brankovići, Brčigovo, Brda, Brezje, Bulozi, Burati, Čadovina, Čavčići, Čubrići, Dobrače, Dobrašina, Dobromerovići, Dobrouščići, Drobnići, Dub, Dumanjići, Đedovići, Ferizovići, Gazije, Godomilje, Golubovići, Grivci, Gučevo, Guždelji, Jarovići, Jasenice, Kamen, Karačići, Kopljevići, Kovanj, Kozarde, Kozići, Kramer Selo, Krvojevići, Kujundžijevići, Kukavice, Kusuci, Lađevine, Laze, Lepenica, Lubardići, Ljubomišlje, Mahala, Maravići, Medna Luka, Mesići, Mislovo, Mrgudići, Nahota, Obrtići, Okruglo, Orahovo, Osovo, Otričevo, Pašić Kula, Pavičina Kula, Pešurići, Pijevčići, Planje, Pljesko, Plješevica, Podgaj, Pokrivenik, Pribošijevići, Pripečak, Prosječeno, Purtići, Radič, Rađevići, Rakitnica, Ribioc, Rogatica, Rusanovići, Seljani, Sjemeć, Sjeversko, Slap, Sočice, Stara Gora, Starčići, Stari Brod, Stjenice, Stop, Strmac, Sudići, Surovići, Šatorovići, Šena Krena, Šetići, Šljedovići, Šljivno, Štavanj, Trnovo, Varošište, Vragolovi, Vratar, Vražalice, Vrelo, Vrlazje, Zagajevi, Zagorice, Zakomo, Ziličina, Žepa, Živaljevići i Živaljevina.
Na području općine Rogatica po popisu iz 1961. godine živjelo je 25.649 stanovnika, u kojima su većinu činili Srbi ili Muslimani, a Hrvati u dva sela: Kozardama i Lubardićima.
Na području općine Rogatica po popisu iz 1991. godine živjelo je 21.978 stanovnika raspoređenih u 11 mjesnih zajednica: Berkovići, Borika, Gučevo, Kozići, Kukavice, Mesići, Osovo, Rogatica, Seljani, Stjenice i Žepa.
Podaci govore da je na području općine bilo 29 čisto muslimanskih sela, 31 čisto srpska sela i da je bilo 59 mješovitih sela od tog broja 40 s muslimanskom većinom i 19 sa srpskom većinom. 
Tablica 1 - nacionalna struktura na području općine Rogatica po popisu iz 1991.
| Muslimani   | 13.209 | 60,10 % |
| Srbi        | 8.391  | 38,17 % |
| Hrvati      | 19     | 0,08 %  |
| Jugoslaveni | 186    | 0,84 %  |
| Ostali      | 173    | 0,81 %  |
| Ukupno      | 21.978 | 100 %   |

 
Tablica 2 - nacionalna struktura na području grada Rogatica po popisu iz 1991.
| Muslimani   | 5.681 | 63,72 % |
| Srbi        | 2.971 | 33,32 % |
| Hrvati      | 16    | 0,17 %  |
| Jugoslaveni | 140   | 1,57 %  |
| Ostali      | 108   | 1,22 %  |
| Ukupno      | 8.916 | 100 %   |

  
Tablica 3 – vlasništvo nad zemljišnim površinama općine Rogatica
| Državno vlasništvo | 74,7 %  |
| Zadružna svojina   | 1,2 %   |
| U svojini Bošnjaka | 14,45 % |
| U svojini Srba     | 9,20 %  |

 
U popisni list za popis 1991. prvi put je unesena oznaka "bosanski jezik". 
Da govore bosanskim jezikom izjasnilo se 55,66 % stanovništva, a da govori "srpski jezik" izjasnilo se 43 % stanovnika općine Rogatica.

## Povijest

### Rana povijest
Kontinuitet života u Rogatici i okolini seže u prapovijesno srednje brončano doba, svjedok čega su brojne gradine, grobnice, oružje, oruđe i nakit. Svi ti nalazi pripadaju glasinačkoj kulturi. Prije 130 godina na Glasincu su otkriveni nalazi koji su mnogo zainteresirali europske znanstvenike.
Do dolaska Slavena na području Rogatice živjeli su Iliri, Rimljani i Avari. Spomenici iz pretpovijesnog doba, gradine i gomile govore da najstarija ljudska naselja u rogatičkom kraju datiraju mnogo prije Kristove ere. Najstarije naselje iz tog vremena nalazilo se na Gradcu, brijegu pored same Rakitnice. Na prostoru između Strmog Lunja i Rakitnice, na kojemu se nalazi sjeverni dio grada, postojalo je naselje obilježja rimske civilizacije, Risinium. Slaveni se u ove krajeve doseljavaju u prvoj polovici 7. stoljeća. Dolina u kojoj je Rogatica okružuju planine Lunj, Plješivica, Tmor i Semeć-planina.  Velik broj antičkih spomenika (ploče, žrtvenici, korita) otkriven je 1960-ih pri gradnji stambeno-poslovnog objekta. Kršćanstvo je rano došlo u ove krajeve, o čemu svjedoče brojni toponimi, arheološki nalazi i usmena predaja.

### Srednji vijek
Rogatica je bila u političkoj župi ranosrednjovjekovne Bosne Borču.
Kršćanska prisutnost živa je bila u srednjem vijeku. Više je toponima imena Crkvine, Crkvište i sl. Brojne su nekropole stećaka. Jedno od zanimljivijih kamenih i usmenih svjedočanstava kršćanstva je blizu vrela Jasikovca na Glasincu. Pravokutni temelji crkve nalaze se na nevisoku brijegu, na prostranu lokalitetu, koji se od starine naziva Misa, a kao takav naziv je zabilježen i u znanstvenoj literaturi i u usmenoj tradiciji sve do današnjih dana.
Rogatica je u srednjem vijeku bila gusto naseljena, sudeći po broju nekropola s nadgrobnim spomenicima (88 lokaliteta s 2628 stećaka). U dokumentima dubrovačkog arhiva (Monumenta Ragusina), ime Rogatica se prvi put spominje i15. kolovoza 1425. godine. Iz raznih dokumenata se također zna da je Rogatica bila centar bogatog stočarskog kraja u 14. i 15. stoljeću, iz kojeg je Dubrovačka Republika uvozila stoku. Za vrijeme vladavine kralja Tvrtka Kotromanića (1353. – 1391.) Rogatica je bila vezana za utvrdu Borač i za njegove feudalne gospodare Radenoviće odn. Pavloviće koji su vladali istočnom Bosnom. Borač je bio značajno političko, gospodarsko i kulturno sjedište u kome su Pavlovići izdavali povelje, primali strane izaslanike i imali stalne družine glumaca i glazbenika. Grad u kojemu su bile dvorove vlastele leži iznad lijeve obale Prače u današnjem selu Varošištu. 
Turci su Borač zauzeli 1466. godine, a zatim ga napustili pet godina kasnije. Pored ostataka grada u selu Varošište nalazi se lijepa nekropola stećaka kao i temelji crkve u predgrađu. Stećci su vjerojatno grobovi Petra i Radoslava Pavlovića, nasljednika dvora koji su pali u borbi protiv Turaka 1420. godine.
U srednjem vijeku porječje je naseljeno Hrvatima, argument čega je nadgrobni spomenik. Natpis je ikavski, što je samo kod Hrvata. Na jednom stećku (»biligu«) piše, da ga »usiče vojvoda Miotoš«. U gradiću su kršćani bili većina do kraja 15. stoljeća i imali su svog kneza. Dubrovački trgovci koji su se zadržavali u rogatičkome kraju pridonijeli su očuvanju kršćanske tradicije.
Rogatica i cijeli Glasinac su na strateški važnom području prema unutrašnjosti Bosne. Strateška važnost nikad nije prestala. Zbog tog položaja bili su česti ratovi, zbog čega je potpuno ostajao bez svoga stanovništva i bivao iznova naseljavan. Isti su učinak postigle pojave kuge, od kojih se posebno pamti ona 1783. godine.

### Osmansko doba
Rogatica se spominje u pisanim dokumentima početkom 15. stoljeća, a krajem 15. stoljeća umjesto imena Rogatica bilježi se ime Čelebi-Pazar. To ime je Rogatica dobio po Mehmedu Čelebiji sinu Isa-begovom. Čelebi na turskom znači “gospodski - plemenit". Drugo ime pod kojim se javlja Rogatica jest Bazar Borač.
Mahale su se obično u to doba formirale oko džamija pa tako imamo prve mahale u Rogatici i to: Sinan vojvodinu mahalu, Oruč-aginu mahalu, Husein-begovu mahalu i Carevu mahalu ili Hangariju kako su je još zvali. Početkom 16. stoljeća Čelebi Pazar dobiva prvo javno kupatilo s toplom i hladnom vodom - hamam. Izgrađen je vodovod, kojim je dio čaršije dobio pitku vodu. Na česmama ispred džamija muslimani su uzimali abdest, a putnici dobronamjernici kao i ostalo stanovništvo moglo se tu osvježiti i napiti hladne vode.
Već 1528. godine Rogatica ima čaršiju koju čine: obrtničke radnje, trgovačke radnje, karavan-saraji, a nedugo zatim musafirhane, mektebi i napokon medresa. Dućani u čaršiji rađeni su na tradicijski način. Bilo je trgovačkih radnja i na dvije etaže.
Rogatička čaršija bila je koncentrirana u jednoj ulici s dućanima po jedan, dva ili više pod jednim krovom. Mnoge od objekata je izgradio poznati legator Husein-beg Arnautović. Čaršiju na desnoj i mahale na lijevoj obali Rakitnice još u tom stoljeću spajaju dvije kamene ćuprije Kanarska ćuprija i Donja ćuprija. U tom periodu podignute su i prve džamije. Uz njih nastaju mahale kao i dijelovi grada za stanovanje, za razliku od čaršije u kojoj se obavlja poslovni i javni život. U to doba u čaršiji egzistiraju ugostitelji i obrtnici kao što su sabljari, kožari, krojači, kovači, aščije, pekari, brijači, abadžije i dr. U 16. stoljeću sagrađeno je nekoliko džamija:
Tekijska, Oručagina, Arnaudija, Careva džamija, Sudžaudinova ili Čaršijska džamija, Serhadija i druge. U tom periodu sagrađena je i medresa koja se nalazila kraj Čaršijske džamije. Sagrađena su i četiri mekteba i to uz džamije Arnaudiju, Tekijsku, Carevu i u Gračanici. U viševjekovnom razdoblju osmanske uprave Rogatica se razvila u značajnu orijentalnu varoš i postala sjedište kadiluka.
U tom periodu kadiluk je dao više ličnosti koje su u Osmanskom carstvu vršile visoke funkcije, spomenimo samo tri velika vezira: Sinan-paša Borovinčić, Ali-paša Pračić, Mehmed-paša Sokolović. Trebalo bi dosta prostora da se spomenu sve kadije i muftije, vojskovođe, begovi, ajani i drugi učeni i značajni ljudi koje je iznjedrila Rogatica i njegova okolica.
Pretkraj osmanske vlasti u Rogatici su bile 290 muslimanske i 3 pravoslavne kuće, s ukupno 2100 stanovnika. Imala je Hunkjar-džamiju i džamiju sultana Bajazita. U cijelom rogatačkom kotaru bilo je 2600 muslimanskih i 2400 pravoslavnih kuća i nije bilo katolika. Upravno je bio podijeljen na 12 općina ("džemata"). Rogatica je bila pazarno mjesto zbog prostrane čaršije i 60-ak dućana. Važnosti Rogatice davalo je nekad obližnje selo Praća koje je od nekadašnje veličine, skoro kao Sarajevo, spala na 15 kuća. Prema predaji depopulirala je zbog kuge. 1244. spominje se Praća kao biskupska, Pracha Byscupnia. U blizini je selo Brankovići za koje postoji predaja da su od Vuka Brankovića.

### Austro-ugarsko doba
Austro-ugarsko oslobađanje značilo je oživljavanje zamrlog kraja. Zbog važna položaja ka istočnoj granici, ovdje je stacioniran veći vojni garnizon na predjelu Plandištu.Dolazak vojske bio je bitan gospodarski i društveni čimbenik poticaja. S činovnicima, poduzetnicima, intelektualcima i radnicima, u relativno zatvorenu orijentalnu učmalu zajednicu stigao je svježi, novi, drukčiji način života. Katolički element iz raznih europskih naroda postupno se pojačao doseljavanjem gradu i kotaru potrebnih činovnika, a s njima i njihovih obitelji. Zbog narasla broja katolika ukazala i potreba za izgradnjom dostojne crkve te je još 1878./1879. – u sklopu vojarne na Plandištu izgrađena i katolička kapelica u čast Gospe od sedam žalosti. Katolici su pokapani na groblju Pod Hridom, uredno i lijepo ograđenom. Tijekom austro-ugarske vladavine, počev od oslobađanja 1878. godine, mijenja se tako struktura stanovništva u Rogatici. Prvo se doseljava nekoliko židovskih obitelji i trgovaca drugih nacionalnosti, austro-ugarskih časnika i činovnika, a s okolnih sela u čaršiju se naseljavaju Srbi.
U pregledu mjesta i statistici stanovništva u Bosni i Hercegovini objavljenom na njemačkom jeziku 1880. predstavljeni su rezultati prvog popisa, koji je Austro-Ugarska monarhija organizirala i medu kojim nalazimo sljedeće podatke: Rogatica 1879. ima 1831 stanovnika, 444 kuće i 471 stan.
Vjerska struktura stanovništva je izgledala ovako:
- muslimani 1693 ili 92,46 %
- pravoslavci 131 ili 7,16 %
- židovi 6 lil 0,32 %
- katolici 1 ili 0,06 %

Rogatica se kao urbano naselje tada nalazila na 28. mjestu u Bosni.

S austrougarskom upravom u ovaj kraj, kao i u cijelu Bosnu prodire i europska kultura. Ona se najprije očituje u uvođenju latinčnog pisma u javnom prometu, u odlasku sve većeg broja mladih ljudi na školovanje u razne europske sveucilisne centre. Tako se medu prvim bosanskim muslimanima koji su stekli visoko europsko obrazovanje bili i Rogatičani. 
Među njima je svakako najpoznatiji ljekar dr. Avdibeg Bukvica. Od 1883. godine u Rogatici radi prvi civilni doktor.
U tom periodu sagrađeni su mnogi objekti. Tako su vojne jedinice 1879. god. izvršile potpunu rekonstrukciju puta Sarajevo-Rogatica-Višegrad u dužini 148 km. Odmah iza toga izgrađen je put Rogatica-Goražde 26 km. 
1886. godine izgrađena je pravoslavna crkva.
Na Borikama (www.borike.info  Arhivirana inačica izvorne stranice od 25. prosinca 2008. (Wayback Machine)) je 1895. god. osnovana ergela za uzgoj konja i to bosansko-brdske i arapske pasmine. 
1895. u rogatičkome kotaru bilo je 115 katolika. Rogatički katolici htjeli su imati svoju crkvu, neovisno o vojnoj kapelici. Ponadali su se da će stvari ići brzo kad je 1897. godine osnovana župa u Goraždu, u čijem je sklopu, bila Rogatica, kao što je i danas. No prošlo je duže vremena, te Austro-Ugarska nije riješila to pitanje. 1900. godine u Rogatici niče prva pilana za preradu drveta Bećir-age Čapljića. U Kovanju nadomak Rogatice počinje s radom ciglana Nur-bega Brankovića.
Tijekom 1905./1906. izgraden je suvremeni vodovod u dužini od 4 km. Iz strateških razloga izgrađena je i istočno-bosanska pruga koja je dobrim djelom prolazila kroz područje tadašnjeg rogatičkog sreza. U 1906. godini izgrađen je i put do Mesica u dužini od 9 km. Iza 1908. godine izgrađena je i gradska kanalizacija. U krugu vojnih baraka na ulazu u grad izgrađena je dvospratna zgrada vojne kasarne.
U samom gradu svojim vanjskim izgledom i ljepotom posebno su se isticale kuće Hadži Nurudin ef. Hafizovića i Suljage Vajzovića.
Na čelu gradske općine u Rogatici nalazio se popularni gradonačelnik dr. hadži Ahmed-beg Bukvica.
Prema popisu iz 1910. rogatički kotar imao je oko 1400 kmetovskih obitelji.
U monografiji Rogatice, po popisu koji je 1910. godine izvršila austro-ugarska admistracija od 699 zemljoposjedničkih porodica u ovom ataru:
- 644 su muslimanske (92,13%)
- 52 srpske (7,4%),
- dvije hrvatske (2,29),
- i jedna židovska (0,14%).

Iste godine u rogatičkom kotaru bile su 634 katoličke obitelji. Katolici su donijeli dah zdravog zapadnog poduzetništva. Franjo Jakuš, poduzetnik češkoga podrijetla, otvorio je 1910. prvi hotel u Rogatici, a nekoliko godina potom i drugi, što su bili prvi hoteli europskoga tipa u ovome kraju. I drugi su katolici pridonijeli razvoju ovoga grada, svatko u svojoj djelatnosti. Ističu se poduzetnici Anton Skopal, Ivan Cigoj i Ernest Gottfried.
Bez ozira na sve, muslimansko stanovništvo je bilo nepovjerljivo prema Austro-Ugarskoj, i nenaviklo na položaj gdje više nisu bili gospodari, nego biti na istoj razini sa svojim dojučerašnjim slugama, odlučuje se znatan broj muslimana ovog kraja iseliti prema Turskoj, Sarajevu i središnjoj Bosni, a naročito je to došlo do izražaja u vremenu od 1914. – 1918. godine.

### Između dva svjetska rata
Kraljevina SHS odmah je pokazala da neće biti država pravde i slobode. Već na početku pokazalo se za koga je i prema kome će biti krojena država. Nečuvenom krađom zvona s jedne crkve a u korist druge, katolička Gospina kapelica ostala je bez zvona odmah po uspostavi Kraljevine SHS 1918. godine. Oteto zvono skinuto s kapelice postavljeno je na pravoslavnu crkvu u Rogatici. Mjesni katolici tražili su vraćanje, uključio se Nadbiskupski ordinarijat u Sarajevu, priznato je da je s kapelice uzeto zvono,  mjesni pravoslavni svećenici te sam mitropolit dabrobosanski Petar Zimonjić obećali su da će se oteto vratiti. No potom su oni koji su obećali ušutjeli, a zvono je naknadno uknjiženo na pravoslavnu parohiju i katolicima nikad nije vraćeno.
Agrarnom reformom 1920. godine Kraljevina SHS, a kasnije Jugoslavija nasilno mjenja strukturu vlasništva razvlašćujući muslimane i uvodeći u posjed srpsko stanovništvo. Zemljište oduzeto od veleposjednika-begova trebalo je pravedno dodijeliti svim bezemljašima, a medu njima je bilo i muslimana. To kraljevina SHS nije učinila, nego je svu oduzetu zemlju dodijelila isključivo srpskom stanovništvu.
Od 1919. pa do 1949. godine Rogatički srez se prostirao na 1465,25 km2 i obuhvaćao je područja sadašnjih općina Rogatica i Sokolac te dijelove općina Han Pijesak (Podžeplje), videgradske općine (Međeđa), goraždanske općine (Ustiprača) i paljanske općine (Hrenovica i Prača).
Od 1919. godine u Kukavicama kod Rogatice se eksploatira ugljen (ugljenokop). 
Katolici su bili uporno radili na projektu gradnje crkve izvan vojnog garnizona, a posebno je župnik vlč. Andrija Antunović poticanju jedinstvo na realiziranju ovoga te drugih projekata Crkve. 1923. godine napokon su dobili zemljište za izgradnju crkve. Domaći katolik Mato Begović bio je na čelu Odbora za izgradnju osnovana odmah po odobrenju. 1924. godine crkva sv. Ante Padovanskog uglavnom je bila dovršena ponajprije zahvaljujući sredstvima rogatičkoga katolika Ivana Cigoja, koji je imao pilanu na obližnjemu Kramu. Rogatička katolička crkva imala je lijepi toranj i dominirala je dominirala na ulazu u Rogaticu iz pravca Sarajeva.
Pojačanje eksploatacije ugljena je od 1923. god. U 1928. god. napravljena je i žičara koja je ugljen izravno prevozila na željezničku postaju u Mesićima.
U Mesićima nedaleko od Rogatice osnovano je povjereništvo HKD Napredak 1929. godine. Čelnici su bili Vinko i Stjepan Lozić.
U vremenu od 1928. – 1932. godine u kulturnom životu Rogatice aktivno je sudjelovao i književnik Hasan Kikić, koji je u Rogatici ujedno bio i učitelj.
U Rogatici je građanska škola otvorena 1926. god., a mreža osnovnih škola se proširuje.
U to doba u Rogatici je bilo:
- 186 obrničkih radnja,
- 79 trgovinskih radnja te
- 68 ugostiteljska objekta

Otimačina zvona nije obeshrabrila katolike. Župnik vlč. Antunović, Crkveni odbor i katoličko građanstvo dodatno su se potrudili svoju novu crkvu umjetnički dotjerati. Crkva sv. Ante Padovanskog potpuno je dovršena u jesen 1932. u vrijeme župnika vlč. Ljubomira Ivana Roje.
U Rogatici se 1936. godine otvara prva prodavaonica obuće "Bata".
Katolici su htjeli kroz institucije čuvati i razvijati svoju kulturnu baštinu, što im je pošlo za rukom kroz osnutak podružnice Hrvatskoga kulturnog društva Napredak u Rogatici 1939. godine. Iste godine posvećena su na blagdan Male Gospe zvona na crkvi sv. Ante Padovanskog. U Rogatici je bio kotarski sud, čiji je čelnik bio Anto Misilo, ujedni i prvi predsjednik HKD-a Napredak u Rogatici. Dopredsjednik je bio mjesni odvjetnik Josip Stipančić. Osnivači i članovi uprave rogatičkog HKD Napretka od osnutka podružnice do kraja Drugoga svjetskog rata, bili su veterinar iz Rogatice Josip Andrašić, mjesni učitelji Dragutin Houska, Milka Houska i Marica Živković, gruntovničar Rudolf Dovgan, općinska službenica Jelica Mihić te rogatički privatnici Mato Begović, Rezika i Franjo Aust te Petar Jovanović i Pavo Buljan.

### Drugi svjetski rat
Raspad Kraljevine Jugoslavije Rogatica je dočekala kao srednje razvijena bosanska varoš s dosta trgovina, zanatskih i ugostiteljskih objekata, nekoliko industrijskih objekata i građanskom školom.
Ovdje je isto tako važno posjetiti na činjenicu da se već 1941. godine znatan broj muslimana iz Rogatice i rogatičkih sela priključio u NOB-u. Među njima je bio i Ragib Džindo, narodni heroj Jugoslavije, rođen u selu Okruglo. U jesen te godine je formirana muslimanska četa, a kasnije i muslimanski bataljon u okviru Romanijskog partizanskog odreda da bi se, nedugo poslije toga, uključili u Šestu istočno bosansku i na kraju u proslavljenu Šesnaestu muslimansku udarnu brigadu.
U ratu su ubijani i zastrašivani civili u i oko Rogatice, tako da se skoro sve stanovništvo našlo u izbjeglištvu, gorjela su muslimanska sela oko Rogatice i pljačkala se imovina muslimanima.
Iz drugog svjetskog rata treba spomenuti podatak, da je od ukupno 136 rogatičkih sela potpuno spaljeno 77, a djelomično 42. Od predratnih tisuću stambenih objekata u gradu, kraj II. svjetskog rata "uspravno" je dočekalo svega 45. Broj stanovnika u gradu 9. svibnja 1945. bilo je svega 67. Od ukupno 7 džamija u gradu Rogatica kraj II. svjetskog rata dočekale su samo dvije i to. Arnautovića džamija i Čaršijska džamija.
Rogatički kraj teško je stradao potkraj Drugoga svjetskog rata. Gotovo svaka se onodobna vojska borila oko Rogatice.

### Jugoslavija
Nakon što je rat završio, Rogatica se relativno brzo oporavila, obnovila i izgradila. Jugoslavija nije značila dobro za katolike Rogatice. Većina prijeratnih katolika nije se vratila u Rogaticu, a osobito ne u okolna sela. Katolička crkva sv. Ante je obeščašćena. Crkva i crkveno imanje je nacionalizirano. Pretvorena je u spremište žita, a u kasnijim je godinama bila je za skladište Crvenoga križa i poduzeća Promet. Ipak, otvorena su nova proizvodna poduzeća. Razvitkom industrije ukazala se potreba za stručnjacima raznih struka. Došli su sa svojim obiteljima stručnjaci iz cijele države, pa i katolici. Zbog predanosti i uvažavanja drugih, došli su na dobar glas.
1960-ih je pri gradnji većega stambeno-poslovnog objekta u Rogatici, otkriven je velik broj antičkih spomenika. Mjerodavni su iskazali razumijevanje i u središtu grada, u parku ispred Doma zdravlja, osnovan je lapidarij.
Katolici nisu odustajali od vjerskog života, niti je Crkva odustala od vraćanja svoje imovine. Radi vraćanja vlasniku – Vrhbosanskoj nadbiskupiji, upravitelj Katoličke misije za istočnu Bosnu, vlč. Jakov Čabraja travnja 1974. razgovarao je s rukovodećima iz općine i poduzeća koji su koristili crkvene prostore za skladište. Predstavnici poduzeća bili su voljni odmah iseliti se iz crkve. Reakcija iz općine, naprotiv, nije bila lijepa. Predsjednik Općine rekao je da misli "da nije zgodno da ta crkva uopće postoji" te je savjetovao da "Nadbiskupija crkvu sruši i materijal uzme sebi". Crkva dakako nije pristala na to nego je čekala zdravija vremena za pregovaranje.
Paljansku župu i Katoličku misiju za istočnu Bosnu preuzeo je 1980. vlč. Ivan Mršo i prišao je vraćanju u posjed i ove crkvu. Nakon dvogodišnjih molba i razgovora s općinskim strukturama, SO Rogatica je rješenjem 29. listopada 1982. crkvu i crkveno dvorište ustupila Vrhbosanskoj nadbiskupiji da bi mogli obnoviti crkvu i vratiti ju svrsi. Crkva je obnovljena 1983., crkveno dvorište, a po obnovi je crkva stavljena pod zaštitu Blažene Djevice Marije – Pomoćnice kršćana.
Preostale godine do rata vlč. Mršo je okupljao je i pohađao katoličku zajednicu od 23 obitelji iz Rogatice i bliže okolice na misna slavlja u Rogatici, svake treće nedjelje u mjesecu.

### Raspad Jugoslavije, rat u BiH i neovisna BiH
Crkva je preživjela rat, ali je zub vremena nesmiljeno radio. Nakon rata vlč. Mršo obišao je katolike, no preminuo je 2000. godine. Iako je nastalo zatišje, pravoslavni susjedi ove katoličke crkve iskazali su se kao pravi domaćini svima koji su posjetili Rogaticu i rekli lijepe riječi o crkvi. Život Katoličke Crkve u Rogatici obnovljen je 8. ožujka 2015. godine. Rogatica pripada župi u Goraždu, a upravitelj župe u Goraždu uveo je uz misna slavlja u sjedištu župe u Goraždu i slavljenje sv. misa u Rogatici. Prema popisu 2013., u Rogatici je živjelo tek 17 katolika.

## Poznate osobe
- Abdullah Bukvica, liječnik i predsjednik Islahijjeta
- Safet Zec, slikar
- Mehmed Refik Hadžiabdić, šejh-ul-islam

## Spomenici i znamenitosti
- Crkva Marije Pomoćnice iz 1924. godine.[5]
- Most na Žepi kod Rogatice je kameni most na na putu koji od Žepe vodi ka Rogatici podno Borovačkih greda. Ispod izbija desetak vrela koja se spajaju tu kod mosta i čine rijeku Žepu.[6] Nacionalni spomenik BiH.[7]

## Kultura
Narodno kolo Rogatička zavrzlama.

## Šport
U gradu postoji nogometni klub "Mladost"

## Vanjske poveznice
- Rogatički informativni portal
- www.borike.info  Arhivirana inačica izvorne stranice od 25. prosinca 2008. (Wayback Machine)
- O Rogatici u Globusu  Arhivirana inačica izvorne stranice od 20. travnja 2009. (Wayback Machine)